# Малтахьое
Малтахьое (на немски: Maltahöhe) е малък град в Намибия, окръжен център на едноименния избирателен окръг в регион Хардап. Намира се на около 110 км западно от административния център на региона Мариентал.
Градчето е с население от 2400 души. Името си получава от германския комендант Хенинг фон Бургсдорф, който през 1895 г. оглавява полицейското управление на района в Германска югозападна Африка. Той кръщава мястото на името на своята съпруга Малта, като името на града Малтахьое означава в превод Височината на Малта. Хотела на Малтахьое е открит през 1907 г. и с това той се нарежда като най-стария хотел в страната. Района е с развито овцевъдство, а негов естествен център е Малтахьое.
Близо до градчето се намира Замъкът Дувисиб.

## Побратимени градове
- Виндхук, Намибия от 12 април 2002 г.